# 1635
| 1635               |
| ------------------ |
| Dødsfald - Fødsler |
|                    |

| Gregoriansk kalender | 1635 MDCXXXV            |
| Ab urbe condita      | 2388                    |
| Armensk kalender     | 1084 ԹՎ ՌՁԴ             |
| Kinesiske kalender   | 4331 – 4332 甲戌 – 乙亥 |
| Etiopisk kalender    | 1627 – 1628             |
| Jødisk kalender      | 5395 – 5396             |
| Hindukalendere       |                         |
| - Vikram Samvat      | 1690 – 1691             |
| - Shaka Samvat       | 1557 – 1558             |
| - Kali Yuga          | 4736 – 4737             |
| Iransk kalender      | 1013 – 1014             |
| Islamisk kalender    | 1045 – 1046             |

Konge i Danmark: Christian 4. 1588-1648
Se også 1635 (tal)

## Begivenheder
- 2. januar – Kardinal Richelieu grundlægger Académie Française. Et væsentligt formål er at sikre det franske sprogs renhed
- 9. oktober - Grundlæggeren af Rhode Island Roger Williams bliver forvist fra Massachusetts Bay-kolonien som en religiøs afviger efter han har talt imod afstraffelse for religiøse forbrydelser og for afgivelse af land til de indfødte
- Frankrig erklærer Spanien krig.
- Guadeloupe bliver fransk koloni.

## Født
- Peder Schumacher Griffenfeld
- 3. juni Philippe Quinault, fransk dramatiker og librettist

## Dødsfald
- 27. marts – Robert Naunton, engelsk politiker (født 1563).
- 25. december – Samuel de Champlain, fransk udforsker og grundlægger af Quebec (født c.1567).
- Jeronimus Spengler, tysk glasmaler (født (1589)